# 黒田能行
黒田 能行（くろだ よしゆき、1920年3月22日 - 2014年5月10日）は、元衆議院決算委員会（現・決算行政監視委員会）調査室長、元衆議院国家公務員労働組合委員長。1947年、第001回国会予算委員会で書記として任命されて以来、戦後日本の財政経済の調査に尽力した。また、高橋正雄（経済学者）のもとで政治思想を学び、社会運動家としても活動した。位階は従四位。

## 経歴
1920年、大日本帝国陸軍の陸軍中将・フィリピン方面軍司令官であった黒田重徳の長男として福岡県に生まれる。母方の祖父は南部式拳銃を開発した南部麒次郎。幼少期に東京府に移り、成蹊小学校に入学。父親は不在が多く、母親・春子の女手ひとつで育てられる。その後、成蹊高等学校(旧制7年制)を経て、東京帝国大学法学部政治学科に進学。1942年に同大学を卒業後、横浜正金銀行に就職、財政管理に携わる。
1947年、第001回国会予算委員会で鈴木茂三郎委員長の推薦により、書記に任命される。1948年、国会常任委員会の調査員任用試験に優秀な成績で合格し、第004回国会議院運営委員会で、衆議院予算委員会調査員に任命される。1975年、第078回国会議院運営委員会で衆議院決算委員会(現決算行政監視委員会)調査室長に任命され、以降、1983年に退任するまで日本の財政経済の調査に尽力した。

## 社会運動家として
経済学者の高橋正雄の主催する勉強会に参加し、社会主義思想を学び、衆議院国家公務員労働組合委員長を務め、衆議院国家公務員の労働条件の改善に向け労使交渉に尽力した。また、日本社会党委員長の鈴木茂三郎と公私ともに交流があり、社会運動家として活動した。

## 栄典
勲三等
従四位